# Sundals tingslag
Sundals tingslag var före 1910 ett tingslag i Älvsborgs län och i Nordals, Sundals och Valbo domsaga. Tingslaget omfattade Sundals härad. Tingsplats var Östebyn utanför Brålanda.
Tingslaget bildades 1680 och uppgick 1 januari 1910 i Nordals och Sundals tingslag. 